# Elephantomyia tomicola
Elephantomyia tomicola är en tvåvingeart som beskrevs av Alexander 1957. Elephantomyia tomicola ingår i släktet Elephantomyia och familjen småharkrankar.
Artens utbredningsområde är São Tomé. Inga underarter finns listade i Catalogue of Life.